# Noviherbaspirillum arenae
Noviherbaspirillum arenae es una especie de  bacteria gramnegativa del género Noviherbaspirillum. Fue descrita en el año 2021. Su etimología hace referencia a arena. Es aerobia y crece en cadenas. Forma colonias lisas, ligeramente elevadas, redondas y blanquecinas. Temperatura de crecimiento entre 21.30 °C. Tiene un genoma de 4,71 Mpb y un contenido de G+C de 63,8%. Se ha aislado de suelo agrícola en Highland, Estados Unidos. 